# Velká Dorota
Velká Dorota (292 m n. m.) je vrch v okrese Hradec Králové Královéhradeckého kraje. Leží asi 1,5 km jihozápadně od obce Dobřenice na jejím katastrálním území.

## Geomorfologické zařazení

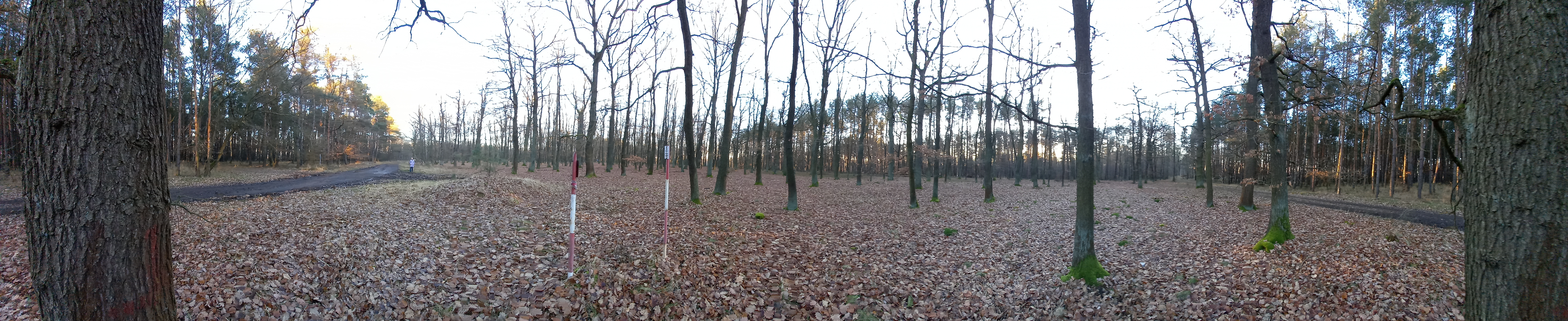
Panoramatický snímek vrcholu Velká Dorota (prosinec 2020)

Geomorfologicky vrch náleží do celku Východolabská tabule, podcelku Chlumecká tabule a okrsku Dobřenická plošina, jehož je to nejvyšší bod.